# Latroniano
Latroniano (em latim: Latronianus) foi um poeta e estudioso da Hispânia e que foi associado ao Priscilianismo no século IV. Ele foi executado juntamente com Prisciliano e diversos outros em Tréveris em 385. Ele é considerado entre os primeiros a serem executados como heréticos na história do Cristianismo.

## Vida
Latroniano foi considerado ilustre o suficiente para receber uma biografia na obra De Viris Illustribus (cap. 122) de São Jerônimo, onde ele menciona que obras dele ainda existiam. Jerônimo descreve Latroniano como "um homem de grande erudição e comparável aos antigos poetas em seus versos".